# Christopher Belcher
Christopher Belcher (né le 29 janvier 1994) est un athlète américain, spécialiste des épreuves de sprint.

## Biographie
Le 7 juin 2017 à Eugene, en demi-finale des championnats NCAA, il bat son meilleur temps sur 100 m en 9 s 93 (+ 1,6 m/s), franchissant pour la première fois de sa carrière la barrière des dix secondes,. Le même jour, il s'impose sur 200 m en 20 s 01, nouveau record personnel. Le 23 juin, il se classe troisième du 100 m des championnats des États-Unis (en 10 s 06), derrière Justin Gatlin et Christian Coleman, et se qualifie pour les championnats du monde de Londres.

## Records
| Épreuve | Performance | Lieu   | Date        |
| ------- | ----------- | ------ | ----------- |
| 100 m   | 9 s 93      | Eugene | 7 juin 2017 |
| 200 m   | 20 s 01     | Eugene | 27 mai 2017 |